# Witham
Witham (pronounced /ˈwɪtæm/) este un oraș în comitatul Essex, regiunea East, Anglia. Orașul se află în districtul Braintree.